# Otto Maier
Otto Maier (født 23. december 1887, død 29. maj 1957) var en tysk roer og olympisk guldvinder.
Maier, der var styrmand, repræsenterede egentlig Ruderclub Frankfurt 1865, men var med i den tyske  firer med styrmand fra Ludwigshafener Ruderverein, der deltog i OL 1912 i Stockholm. Båden blev roet af brødrene Otto og Rudolf Fickeisen, Albert Arnheiter og Hermann Wilker. Ludwigshafen-båden vandt sit indledende heat over en svensk båd og satte der olympisk rekord. I kvartfinalen roede de alene, og i semifinalen besejrede tyskerne Polyteknisk Roklub fra Danmark og forbedrede her deres egens olympiske rekord fra indledende heat. I finalen var den tyske båd oppe mod en britisk båd fra Thames Rowing Club, og tyskerne vandt dette møde og sikrede sig dermed guldet. Ludwigshafen-båden havde normalt Karl Leister som styrmand, og denne havde også været med i båden op til OL 1912. Det er uklart, hvorfor han blev udskiftet med Maier til legene.

## OL-medaljer
- 1912:  Guld i firer med styrmand